# WWA World Women's Championship
Le Championnat Féminin de la WWA (WWA World Women's Championship) est un titre de catch inactif de la fédération World Wrestling Association. Le titre a été créé en 1989 mais n'a pas été défendu très souvent. De 1991 à 2003 et de 2003 à 2014, aucune trace de défense du titre n'a été trouvée, le titre a peut-être été inactif pendant ces périodes. Lady Apache est la championne actuelle.
Comme il s'agissait d'un championnat de catch professionnel, le championnat n'était pas remporté par une compétition réelle, mais par une fin de match scénarisée déterminée par les bookers et les matchmakers. Parfois, la promotion déclare un championnat vacant, ce qui signifie qu'il n'y a pas de champion à ce moment-là. Cela peut être dû à un scénario, ou à des problèmes de la vie réelle, comme un champion souffrant d'une blessure qui l'empêche de défendre son championnat,, ou qui quitte l'entreprise.

## Historique
Le titre a connu quatre championnes différentes qui l'ont chacune possédé une fois, et a été laissé vacant une fois.
| Catcheuse      | Fois | Jours        | Date            | Lieu    |
| -------------- | ---- | ------------ | --------------- | ------- |
| Zuleyma        | 1    | ?            | 1989            | ?       |
| Lola Gonzales  | 1    | ?            | 20 juillet 1989 | Tijuana |
| Monster Ripper | 1    | ?            | Décembre 1991   | Hongrie |
| Vacant         | -    | -            | -               | -       |
| Ayako Hamada   | 1    | 8 027 jours+ | 23 mars 2003    | ?       |